# Spon

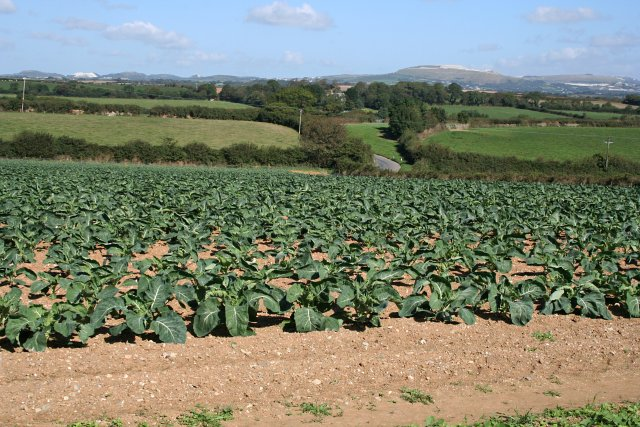
Pole hlávkového zelí v trojsponu

Spon výsadby rostlin je vzdálenost a směr jednotlivých rostlin mezi sebou ve výsadbě v ploše. Spon v řadě mezi rostlinami  může být čtvercový, obdélníkový, nebo trojúhelníkový, trojspon. Trojspon je často používaný pro výsadbu, protože umožňuje při minimální vzdálenosti efektivní využití prostoru. Trojspon umožňuje snadnější zapojení porostu. Pro jednotlivé pěstované druhy jsou doporučeny dané vzdálenosti dané vzrůstem rostlin a doporučenou vzdáleností pro zdravotní stav rostlin. Například u pozdního hlávkového zelí je používaný spon 50x50cm. Obdélníkové spony mohou být použity pro snadnější údržbu rostlin, pohyb mezi řádky.
Pravidelný spon (trojspon) používali Římané, když preferovali ve výsadbách quincunx. „Co může být krásnějšího než quincunx, který je krásný z každé strany. …“ píše Rose Standish Nichols v knize English pleasure gardens, popisujíce spon rostlin. Pětice stejně od sebe vzdálených bodů je očividně pravidelná v každém směru.  

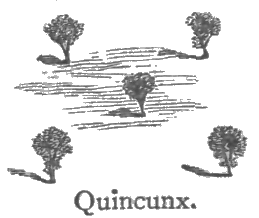
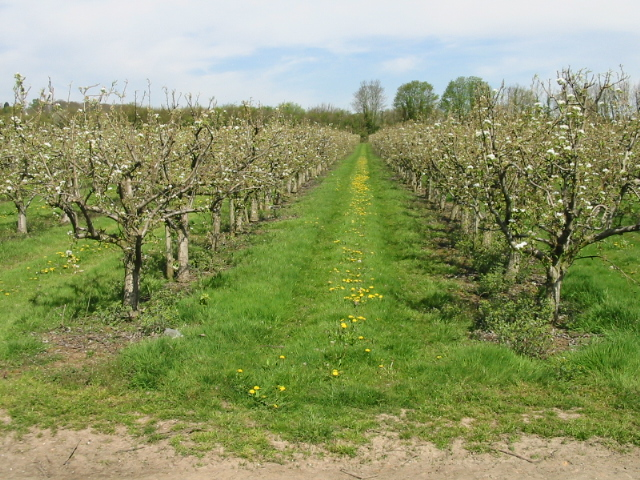
Pravidelný spon v ovocném sadu.
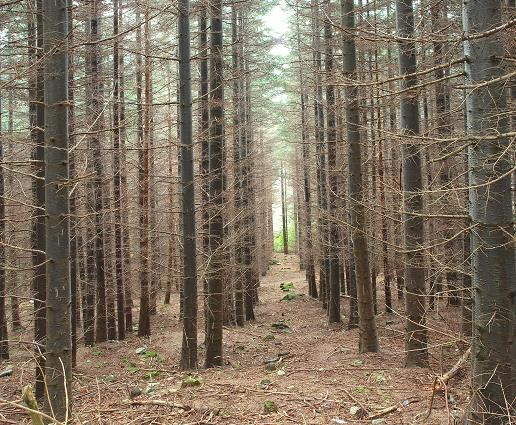
Pravidelný spon v lese.
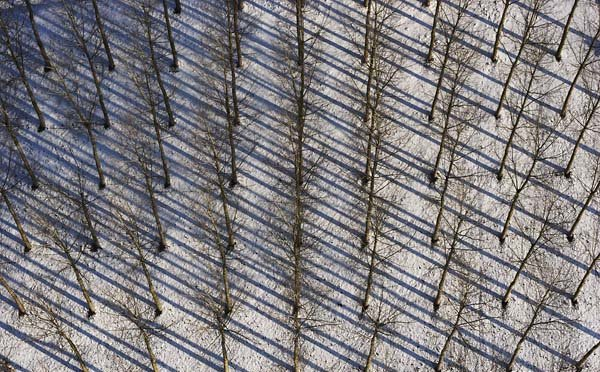
Výsadba lesa ve sponu.